# The Wild World of Batwoman
The Wild World of Batwoman (englisch für ‚Die wilde Welt von Batwoman‘) ist ein Science-Fiction-Superheldenfilm. Jerry Warren schrieb das Drehbuch, führte Regie, produzierte und schnitt den Film. Hauptdarsteller sind Katherine Victor als Batwoman, George Andre als Professor G. Octavius Neon und Steve Brodie als Jim Flanagan.
Aufgrund der Popularität der Batman-Fernsehserie beschloss Warren, einen eigenen „Fledermausfilm“ zu machen. Der Film wurde auch unter dem Titel She Was a Hippy Vampire veröffentlicht.

## Handlung
Batwoman wird bei ihrem Kampf um Gerechtigkeit von Batgirls unterstützt. Ihr Erzfeind ist ein maskierter Bösewicht namens Rat Fink. Die Firma Ayjax Development verwendet Plutonium als Energiequelle und entwickelt das Abhörgerät The Atomic Hearing Aid, welches Abhören auf unbegrenzte Strecke ermöglicht. Das Unternehmen will das Gerät an die US-Regierung verkaufen. Diese lehnt es aufgrund ihrer unzuverlässigen Stromversorgung ab und fordert Ayjax auf das Gerät zu zerstören, was diese ablehnt. Rat Fink versucht, das Gerät an sich zu reißen.
Der Vizepräsident von Ayjax bittet Batwoman, das Gerät zu schützen. Rat Finks Diener nutzen eine vergiftete Suppe, um Batwoman und die Batgirls außer Gefecht zu setzen und das Gerät zu stehlen. Darauf stürmen Batwoman un dihre Gefährtinnen das Versteck von Rat Fink. Sie holen das Gerät zurück und enttarnen bei dieser Gelegenheit Rat Fink. Tiger, einen von Rat Finks Schergen, wechselt auf die Seite des Guten, da er sich in Batwoman verliebt hat.

## Produktion
Erste Ideen für den Film hatte Jerra Warren, als er die Popularität des Superhelden Batman erkannte. Warren beschloss, einen Film mit einem batmanähnlichen Charakter zu drehen. Er bot Katherine Victor die Hauptrolle an. Nachdem sie bereits mehrere Filme wie Teenage Zombies und Curse of the Stone Hand mit Warren gedreht hatte, war sie nicht begeistert, wieder mit ihm zusammenzuarbeiten. Um sie zu überzeugen, bot er ihr Farbfotografien und ein Batboot, die aber beide nicht verwirklicht wurden. Als Bruno VeSota das Drehbuch für die Rolle des Seltzer erhielt, meinte er laut eigener Aussage, dass er das Telefonbuch auswendig lernen musste. Auch ansonsten war der Dreh etwas chaotisch.
Für die Monsterszenen verwendete Warren Filmmaterial des Universal Pictures-Films The Mole People. Andere Szenen stammen aus dem schwedischen Film No Time to Kill aus dem Jahr 1959. Zu erkennen sind die Szenen an dem schwedischen Wort für Lebensmittel, „Livsmedel“ an einem Lebensmittelladen.

## Veröffentlichung
Aufgrund der Ähnlichkeit des Titels zu Batman wurde die Produktionsfirma Associated Distributors Productions wegen Urheberrechtsverletzung verklagt. Warren gewann das Verfahren. Nach dem Rechtsstreit und nachdem die Popularität der Fernsehserie Batman nachließ, veröffentlichte Warren den Film erneut unter dem Titel She Was a Hippy Vampire.
1993 wurde der Film The Wild World of Batwoman gemeinsam mit dem Kurzfilm Cheating als Episode #515 der Serie Mystery Science Theater 3000 gezeigt. Später wurde diese als DVD bei Rhino Entertainment veröffentlicht.

## Rezeption
Die heutige Rezeption des Filmes ist sehr negativ. Fred Beldin von der Filmdatenbank AllMovie gibt dem Film eineinhalb von fünf Sternen. Beldin schreibt in seiner Kritik, dass es sich um eine „freudlose Veralberung der Batman-Hitserie“ handele, die auf viele damals aktuelle popkulturelle Ereignisse anspiele und irgendwo auf der schmalen Linie zwischen „Parodie und Plagiat“ liege. Durch die „gezwungene Verrücktheit“ und „Unschuldigkeit“ sowie einen gewissen nostalgischen Charme des Films könne er Fans von ähnlichen Trashfilmen allerdings gefallen.